# Autographa pasiphaeia
Autographa pasiphaeia är en fjärilsart som beskrevs av Augustus Radcliffe Grote 1873. Autographa pasiphaeia ingår i släktet Autographa och familjen nattflyn. Inga underarter finns listade i Catalogue of Life.